# 世紀
世紀（せいき）、あるいは百年紀（ひゃくねんき）とは、西暦を100年単位で区切った範囲に対しての呼称である。“century”（英 /ˈsenʧɚi/ センチュリー）や“centennium”の訳語（語源はラテン語で「百」を意味する“centum”）である。「世紀」を「C」という略記号で表すことがある（例えば、“20C ”は20世紀を表す）。
世紀は紀元後については、西暦元年（1年）から100年区切りごとに一単位として数える序数で表現される。また紀元前の世紀についても、紀元前1年から遡って100年区切りごとに数える（後述）。このため、紀元0年が存在しないことと同様に、「0世紀」というものは存在しない。例えば、21世紀は英語で“The 21st (twenty-first) century ”と表現される「21番目の世紀」「第21世紀」という意味である。
また、天文学では時間的な「量」の単位としてユリウス世紀（= 36 525日）が用いられる（後述）。この他、世紀は様々な表現に使用されており、本項ではこれらの表現についても解説する。

## 世紀とその西暦の範囲の求め方

### 紀元後の世紀
c世紀（cは正の整数）とは、西暦（c×100 - 99）年から西暦（c×100）年までの100年間をいう。例えば、20世紀は1901年から2000年までをいう。
逆に、ある任意の年が紀元y年（ = 西暦y年）（yは正の整数）の場合、その年は{\displaystyle \left\lfloor {\frac {y+99}{100}}\right\rfloor }世紀である（⌊x⌋はx以下の最大の整数（床関数を参照））。

### 紀元前の世紀
紀元前における世紀は、年の前後が逆になるだけで、紀元後の世紀と同様である。すなわち、紀元前c世紀(ｃは正の整数)は紀元前（c×100）年から紀元前（c×100 - 99）年までの100年間）である。例えば、紀元前1世紀は紀元前100年から紀元前1年までであり、紀元前2世紀は紀元前200年から紀元前101年までである。
ある任意の年が紀元前y年（yは正の整数）の場合、その年は、紀元前{\displaystyle \left\lfloor {\frac {y+99}{100}}\right\rfloor }世紀である（⌊x⌋はx以下の最大の整数）。
例えば、紀元前200年の世紀 = 紀元前{\displaystyle \left\lfloor {\frac {200+99}{100}}\right\rfloor }世紀 = 紀元前{\displaystyle \left\lfloor 2.99\right\rfloor }世紀 = 紀元前2世紀

### マイナスの西暦による世紀
紀元前年数ではなく、天文学やISO 8601:2004で用いるマイナスの西暦（天文学的紀年法）の場合には、西暦年数の絶対値と紀元前年数には1年のズレがあるので次のようになる（0年や紀元前1年も参照）。なお、マイナスの西暦はあるが、「マイナスの世紀」などとというもの（例えば、-3世紀）は存在しない。
すなわち、紀元前c世紀(ｃは正の整数)は西暦（-c×100 + 1）年から西暦（-c×100 + 100）年までの100年間である。例えば、紀元前3世紀は、西暦（-3×100 + 1）年 = -299年から、西暦（-3×100 + 100）年 = -200年までの100年間である。
ある任意の年が西暦y年（yは 0 又は負の整数）の場合、その年は、紀元前{\displaystyle \left\lfloor {\frac {|y|+100}{100}}\right\rfloor }世紀である（⌊x⌋はx以下の最大の整数）。
例えば、西暦 -200年（ = 紀元前201年）の世紀 = 紀元前{\displaystyle \left\lfloor {\frac {|-200|+100}{100}}\right\rfloor }世紀 = 紀元前{\displaystyle \left\lfloor 3.00\right\rfloor }世紀 = 紀元前3世紀

## 訳語の成立
もともと「世」という文字は、葉のついた樹木を象る象形文字である「枼」の略体であり、「葉」を意味する単語を表記した。この文字を「世代」を意味する単語に用いるのは仮借による。なお、『説文解字』では孔子の「三十年を一世とする」という発言を引用してこの字を「十」を三つ重ねた文字と解釈しているが、甲骨文字や金文の形を見ればわかるように実際には「十」とは関係が無い。
中国語の「世紀」という言葉は皇甫謐（215年 - 282年）の『帝王世紀』の書名にあるように、本来「世系の記録」を意味した。日本でも『本朝世紀』（1150年 - 1159年）のように、同じく世系を記したものという意味で用いられていた。century の訳語として「世紀」を当てたのは日本においてであった。明治時代に入って、『万法精理』（1876年）において鈴木唯一が訳出した部分に、世紀の語が一例見えるが、「世期」の誤表記とも考えられる。また松島剛 訳による『社会平権論』（1881年）の凡例にも「書中幾世紀と記す者は世代を著す名称にして一百年を一世紀と称す」とあるが本文中には現れない。1882年頃から新聞・雑誌の記事、書名、辞書の訳語などに使われるようになり、1887年頃から「世紀」に定着した。ジェームス・カーティス・ヘボンの『和英語林集成』（1886年）の3版になると、century に「世紀」の訳語をあてている。
それ以前の書物、例えば『明六雑誌』（1874年）所載の中村正直『西学一斑』では、16世紀を「第十六回百年（千五百一年至千六百年）」と表現していた。中国でも最初は一周年を意味する「稘」の字をあてたが、厳復の訳した『原富』（アダム・スミス『国富論』のこと）にみられるように日本の訳語をやがて使用するようになった。

## 世紀の区切りに関する議論
世紀の区切りについて、20世紀を例に取ると、次の2つの考え方がある。
1. 1901年1月1日に始まり、2000年12月31日に終わる。
2. 1900年1月1日に始まり、1999年12月31日に終わる。

1. の方が正式の区切り方であり、したがって21世紀は2001年1月1日に始まり、2100年12月31日に終わる。このようになる理由は、西暦には0年を設けないからであり、1世紀は1年から100年まで、2世紀は101年から200年までとなる。その後も同様に100年ずつに区切っていくと、20世紀は前述の 1. の区切り方となって、それに続く21世紀も2001年から2100年までの100年間となるのである。
欧米では、21世紀は2000年から始まると考える意見も根強かった。2000年の元日には、新しいミレニアムの始まりとあいまった祝賀イベントなどが各地で行われた。2000年という区切りがいいことに加え、キリストの大聖年に当たるということも大きい。日本人の多くはこのような習慣がないため、2001年から始まるとする人が多かった。政府の公式見解で一旦は2000年を区切りとして採用しながら、それを撤回して2001年から始まるとアナウンスする国も見られた。

## 天文学における世紀
天文学では世紀を時間の単位として使うが、この場合、「ユリウス世紀 (julian century)」を用いる。ユリウス世紀はユリウス年の100倍である。すなわち、36 525 d (日) = 正確に 3 155 760 000 秒をいう。ユリウス世紀の単位記号は、「T」を用いることが多い。

## その他の用法・意味
- 100年間（＝1世紀）を等分して、半分の50年間を半世紀（はんせいき）、四分の一の25年間を四半世紀（しはんせいき）、四分の三の75年間を三四半世紀（さんしはんせいき）と表現することもある。
- 「メディアの新しい世紀が始まる」「宇宙開発の世紀」「20世紀はアメリカの世紀」というように、世紀を「時代」という意味で使用する場合があり、何かの時代を象徴してその言葉の足に「の世紀」を付ける表現もある。明確な使い分けはないが、「○○の世紀」は100年程度に亘る長期間のニュアンスを含んでおり、30年程度の期間の表現には「○○の世代」がある。
- 1世紀に1回あるかないかのような出来事や記録など、「世紀の発明」「世紀の逆転劇」のように、言葉の頭に「世紀の」を付けて表現を強調する場合に用いられる。実際には、そこまで珍しくないことや1世紀のうちに何度もあるようなことでも、強調表現として使用されている。
- 世代々々の記録、歴史のことを「世紀」という（使用例：本朝世紀）。